# Sacha (Pokémon)
 (janvier 2009).
Si vous disposez d'ouvrages ou d'articles de référence ou si vous connaissez des sites web de qualité traitant du thème abordé ici, merci de compléter l'article en donnant les références utiles à sa vérifiabilité et en les liant à la section « Notes et références ».

Sacha, également connu sous le surnom de Sacha du Bourg-Palette, est un personnage fictif emblématique de la série télévisée Pokémon. Appartenant à la franchise médiatique Pokémon et diffusée par Nintendo, Sacha a été créé par Satoshi Tajiri, le créateur de Pokémon.
Interprété par Rica Matsumoto en japonais et doublé par Aurélien Ringelheim en français dans la série animée et la majorité des films, Sacha est le protagoniste principal depuis les débuts de la série. Son fidèle compagnon est Pikachu, le Pokémon emblématique de la franchise, qu'il a reçu des mains du professeur Chen, un éminent chercheur de Pokémon.
Le personnage de Sacha est motivé par une ambition : devenir « le meilleur dresseur de Pokémon ». Il entreprend alors un voyage épique à travers les différentes régions du monde Pokémon, où il rencontre des Pokémon, se lie d'amitié avec d'autres dresseurs et participe à des compétitions et des batailles pour prouver sa valeur.
Pendant 25 saisons, les aventures de Sacha et Pikachu ont captivé les fans du monde entier. Cependant, à partir d'avril 2023, avec le début de l'arc Écarlate et Violet, la série d'animation a pris un tournant inattendu en ne mettant plus Sacha et Pikachu au premier plan. Ce changement a surpris et déçu de nombreux fans qui étaient attachés à ce duo emblématique.
Malgré cette évolution dans la série, l'impact de Sacha et Pikachu reste indéniable, car ils ont marqué l'histoire de Pokémon en tant que personnages emblématiques. Leur parcours a inspiré des générations de fans, symbolisant la détermination, l'amitié et l'esprit d'aventure qui sont au cœur de la franchise Pokémon.

## Rôle dansPokémon
Sacha est le principal personnage fictif de la série télévisée Pokémon.
Sacha est un garçon de dix ans vivant au Bourg-Palette avec sa mère. Il ne souhaite qu’une chose : devenir un Maître Pokémon, soit « le meilleur dresseur de Pokémon du monde ». Le Professeur Chen, également surnommé le Professeur Pokémon, propose aux enfants du Bourg-Palette qui sont en âge de partir à l’aventure un Pokémon de départ. Le choix se limite entre Bulbizarre, Salamèche et Carapuce. Malheureusement, le jour « du choix », Sacha se réveille tard et il arrive au laboratoire bien après les autres. Alors qu’il avait choisi Carapuce à la base, il se retrouve avec un Pikachu au caractère électrique que le Professeur Chen avait gardé de côté. Malgré des débuts difficiles, Sacha et Pikachu finissent par devenir de véritables amis.
Sacha était, au début de la série, assez prétentieux, égoïste, immature et vantard. Mais ses rencontres avec Ondine, Pierre, Jacky et d'autres encore, vont alors lui apprendre à être plus attentif aux autres et à reconnaître ses défauts afin de s'améliorer davantage au combat comme dans sa vie. Il apparaît alors comme un personnage de confiance qui ne reculera pas à vouloir aider quiconque aura besoin de lui et de ses amis, même envers les personnages les plus étranges, notamment Viviane et son sens de l'humour particulier. Son rêve perpétuel est de vaincre les ligues des régions qu'il visite en utilisant majoritairement les Pokémon attrapés durant son séjour afin d'obtenir les badges nécessaires à l'inscription des tournois.[réf. nécessaire]

## Personnage

### Conception et création
Nommé d'après le créateur Satoshi Tajiri, Satoshi a été réalisé par Ken Sugimori et Atsuko Nishida et devait à la base représenter l'enfant qu'était Tajiri, obsédé par la collection de créatures. 
Tajiri note lors d'une entrevue qu'entre les réactions japonaises et américaines concernant la série, l'audience japonaise se focalisait principalement sur le personnage de Pikachu, tandis que les américains investissaient plus dans des produits de la franchise représentant Sacha et Pikachu, son Pokémon. Il explique qu'il a laissé le personnage représenter le concept de la franchise, l'aspect humain, et que c'était nécessaire. Dans les jeux et l'anime, un rival a été désigné, et plus tard nommé Régis Chen (Shigeru dans la version japonaise, d'après l'idole/le mentor de Tajiri, la légende de Nintendo Shigeru Miyamoto).

### Apparence
Sacha, un jeune homme qui commence sa quête de maître Pokémon à 10 ans. Il reste la majorité du temps avec son premier Pokémon Pikachu. Il change de vêtement à chaque saison. Il est de taille moyenne pour son âge. Il a les cheveux noirs, la peau bronzée et des cicatrices en forme d'éclair sur ses joues. Dans les premières saisons, il avait les yeux noirs mais depuis la saison 14, ses yeux deviennent marron.  Quand il enlève sa casquette des mèches allant jusqu'au front sont visibles depuis la saison 17 (XY).

### Voix
Les noms de pays indiqués entre parenthèses correspondent aux lieux de doublage ;
- Japonais :
  - Rica Matsumoto (松本 梨香, Matsumoto Rika?)
- Allemand :
  - Caroline Combrinck
  - Veronika Neugebauer
  - Felix Mayer
- Anglais :
  - Veronica Taylor (4Kids Entertainment)
  - Sarah Natochenny (Pokémon USA/TAJ Productions)
- Catalan[note 2] :
  - Enric Puig[6]
- Espagnol (Espagne) :
  - Adolfo Moreno (voix principale[7])
  - Rafael Alonso Naranjo Jr. (Le retour de Mewtwo et film 3[8])
- Espagnol (Amérique latine) :
  - Gabriel Ramos (saison 1 à 12 et film 1 à 5 et 8 à 11) (Mexique et Argentine[note 3])
  - Miguel Ángel Leal (depuis la saison 13 et film 13 à 17) (Mexique)
  - Irwin Daayán (14 épisodes de la saison 11) (Mexique)
  - Pablo Gandolfo (film 6 et 7) (Argentine)
  - Alan Fernando Velázquez (film 12) (Mexique)
- Français (Europe) :
  - Aurélien Ringelheim (voix principale) (Belgique[9])
  - Charles Pestel (films 4 et 7) (France)
  - Nicolas Beaucaire (film 6) (France)
- Français (Québec):
  - Sébastien Reding
- Grec :
  - Voula Kosta (en grec : Βούλα Κώστα)
- Hindi :
  - Prasad Barve (Sound & Vision India doublage)
  - Nachiket Dighe (Hungama TV / UTV Software Communications doublage)
- Italien :
  - Davide Garbolino[10],[11]
- Néerlandais :
  - Christa Lips[12]
- Portugais (Portugal[13]) :
  - Maria João Luís (saison 1 et film 1 et 2)
  - Sandra Faleiro (saison 1 et 2)
  - Sandra de Castro (saison 3 et 4, 8 à 10)
  - Paula Pais (saison 3)
  - Bárbara Lourenço (saison 5 et 6)
  - Raquel Ferreira (saison 7)
  - Ana Madureira (saison 9)
  - Raquel Rosmaninho (depuis la saison 11 et film 10 à 16)
  - Cristina Carvalhal (film 3 et 4)
- Portugais (Brésil) :
  - Fábio Lucindo
  - Charles Emmanuel

### Relations avec Pikachu
Pikachu est le premier Pokémon de Sacha donné par le professeur Chen à Bourg-Palette sa ville natale. Au début, Sacha devait tirer Pikachu pour qu'il le suive. Mais rapidement, ils sont devenus de bons amis. C'est le seul Pokémon dans son équipe à ne pas vouloir rentrer dans une pokéball (comme le montre le tout premier épisode) Pikachu est le seul Pokémon que Sacha garde avec lui au fil de ses aventures. Sauf rare exception, les Pokémon ne parlent pas le langage humain mais Sacha comprend malgré tout son Pikachu.
Pour Aaron Bennett, la relation entre Sacha et Pikachu peut être comparée à l'amitié décrite dans Éthique à Nicomaque d'Aristote.

### Relations avec les autres personnages
- avec Ondine : Sacha rencontre Ondine dans le premier épisode de la série. Il lui emprunte son vélo pour conduire d'urgence son Pokémon Pikachu blessé, mais le casse accidentellement. La jeune fille décide de l'accompagner dans ses aventures, jusqu'à ce que le jeune dresseur lui rembourse les dégâts faits à son bien. Au fur et à mesure des épisodes de la série, Ondine finit par tomber amoureuse de Sacha, sans savoir si ses sentiments sont ou non réciproques. Ondine est très jalouse lorsque d'autres filles amoureuses de Sacha lui tournent autour, mais elle cache ses sentiments pour ce dernier. Des indices dans la plupart des épisodes de la série montrent que les deux personnages sont faits l'un pour l'autre : à la fin de l'épisode Le fantôme de la jeune fille, Ondine invite Sacha à danser en lui prenant la main. Dans l'épisode La reine des Pokémon, elle déclare au jeune dresseur « qu'un jour, elle et lui se marieront aussi » en observant Pierre discuter avec Tewattoss. Sacha approuve, puis réagit de manière étonnée. Dans l'épisode Les adieux, Ondine décide de partir de son côté et se rend compte que son amour pour le jeune dresseur est réciproque, même si celui-ci ne l'avouera jamais. Après la fin du voyage de Sacha à Johto, elle décide de reprendre son arène à Azuria.

- avec Pierre : Sacha se fait battre contre le champion de l'arène d'Argenta, décidant de reprendre sa revanche, il se fait aider par le père de Pierre. Alors que Sacha était à deux doigts de la battre, il renonce, Pierre voyant ça part le retrouver mais ne pouvant pas partir à cause de ses frères et sœurs, son père propose de prendre le relais. Dans certains épisodes, Pierre à deux personnalités, il peut se montrer très serviable avec les humains et les Pokémon, mais il lui arrive souvent de tomber amoureux des femmes sans la moindre raison. Après la fin du voyage de Sacha à Sinnoh, il décide de devenir docteur Pokémon.
- Avec Goh : Sacha rencontre Goh dans la saison 23, au premier épisode, quand il monte sur le dos de Lugia qui passait sur Carmin-sur-mer le jour de l'ouverture du bâtiment du professeur Cerise.

## Réception
Selon Geneviève Djenati, psychologue clinicienne, « Sacha a un statut ambigu de par sa taille et surtout l’absence de parents… Dans Pokémon, la Team Rocket (les ennemis) incarne l’adulte… Cet état d’esprit où l’enfant ne peut compter que sur lui-même n’est pas sécurisant ».
Cependant, Sacha rencontre de nombreux adultes bienveillants au cours de ses aventures, à commencer par le Professeur Chen, les champions d'arènes, les agents de polices Jenny et les infirmières Joëlle. De même,  parmi ses ennemis on compte son rival Régis, qui a le même âge que lui. Sacha n'est jamais seul. Il a des amis très proches (dont son Pikachu), Pierre, Ondine, Jacky, Flora, Max, Aurore, Iris, Rachid, Serena, Lem, Clem et reste très ouvert sur le monde, où il n'hésite pas à aider les autres et se faire de nouveaux amis à chaque aventure. Il reste en contact avec sa mère et le Professeur Chen grâce aux téléphones présents dans les villes où il se rend au début de son périple, avant de prendre de l'assurance et de devenir plus responsable et indépendant : il grandit.